# ANCOM
Autoritatea Națională pentru Administrare și Reglementare în Comunicații (ANCOM), este o autoritate publică autonomă, aflată sub controlul Parlamentului României, cu rol de reglementare și supraveghere în domeniul comunicațiilor electronice și serviciilor poștale, rezultată prin fuziunea, în aprilie 2007, dintre IGCTI și ANRCTI.

## Misiune și strategie
ANCOM protejează interesele utilizatorilor de comunicații din România, prin promovarea concurenței pe piața de comunicații, administrarea resurselor limitate, încurajarea investițiilor eficiente în infrastructură și a inovației. Prin activitatea sa, ANCOM urmărește ca toți locuitorii României să se bucure de servicii de comunicații de calitate, la prețuri corecte, iar operatorii să se dezvolte prin inovație. 
Principiile care călăuzesc ANCOM în activitatea de reglementare sunt: necesitatea, oportunitatea, proporționalitatea, obligativitatea, neutralitatea tehnologică, transparența, predictibilitatea, stabilitatea și utilizarea eficientă a resurselor.

## Organizare
ANCOM este o autoritate publică independentă a statului român, aflată sub control parlamentar. Sediul ANCOM este la București, iar autoritatea este prezentă în teritoriu prin 46 de Oficii Județene arondate celor patru Direcții Regionale, București, Cluj, Iași și Timiș. 
Conducerea Autorității este asigurată de un Președinte și doi Vice-Președinți, numiți de către cele două Camere ale Parlamentului, reunite în ședință comună, cu votul majorității deputaților și senatorilor prezenți, pentru un mandat de 5 ani. Reflectată în structură, activitatea este gestionată de 3 direcții executive: reglementare economică și tehnică, administrarea spectrului radio și numerotație și direcția executivă monitorizare și control. 
Finanțarea cheltuielilor curente și de capital ale ANCOM se asigură integral din venituri proprii, care provin din tariful de monitorizare, tariful de utilizare a spectrului radio și tariful de utilizare a resurselor de numerotație.

## Istoric
ANCOM, instituția care reglementează astăzi sectorul comunicațiilor din România, s-a format prin reunirea a două instituții cu experiență și expertiză în domeniul administrării și reglementării acestui sector: Inspectoratul General pentru Comunicații și Tehnologia Informației (IGCTI) și Autoritatea Națională de Reglementare în Comunicații (ANRCTI). 
Înainte de 1990, Ministerul Transporturilor și Telecomunicațiilor era cel care administra spectrul de frecvențe radio, prin intermediul Serviciului „Frecvențe” din cadrul Direcției generale de poștă și telecomunicații.
Recunoscându-se importanța strategică a celor două activități, transporturi și telecomunicații, pentru dezvoltarea infrastructurii naționale, pe data de 2 ianuarie 1990 s-a făcut un prim pas de reorganizare a sectorului de telecomunicații în România, adoptându-se o soluție de urgență de separare instituțională a activităților. Astfel, Ministerul Transporturilor și Telecomunicațiilor s-a desființat prin divizarea acestuia în două entități, Ministerul Transporturilor și Ministerul Poștelor și Telecomunicațiilor. Acesta din urmă a preluat de la vechiul minister toate structurile la nivel central, regional și județean din domeniul telecomunicațiilor, radiocomunicațiilor și poștei, atât pe cele cu atribuții executive și de reglementare, cât și pe cele cu caracter operațional.
Ministerul Poștelor și Telecomunicațiilor s-a reorganizat la scurt timp, în data de 30 iulie 1990, prin separarea responsabilităților executive de cele operative și de exploatare. Astfel, la această dată s-au înființat atât Ministerul Comunicațiilor , cât și ROM-POST-TELECOM, prima „regie autonomă” din România, care a preluat activitatea operațională în domeniul telecomunicațiilor, radiocomunicațiilor și poștei, în timp ce ministerul a rămas responsabil cu elaborarea și aplicarea politicilor, strategiilor și reglementărilor în domeniu.
Ministerul Comunicațiilor a înțeles că noua regie autonomă nu va putea funcționa multă vreme în acea formulă, deoarece nu era cu mult diferită de sistemul centralizat din perioada comunistă. Așa că, un an mai târziu, la 1 iulie 1991, ROM-POST-TELECOM s-a reorganizat . În urma acestei reorganizări au luat naștere patru regii autonome: Romtelecom, Poșta Română, Radiocomunicații, Inspectoratul General al Radiocomunicațiilor (IGR) și societatea comercială pe acțiuni Bancpost. IGR avea să devină ulterior IGCTI.
În mai 1997, Inspectoratul General al Radiocomunicațiilor, cu atribuții în gestionarea spectrului de frecvențe radioelectrice și control tehnic în domeniul radiocomunicațiilor, se transformă în regia autonomă Inspectoratul General al Comunicațiilor (IGC) și primea noi atribuții în supravegherea  și controlul telecomunicațiilor și poștei. În martie 2002, IGC avea să treacă printr-o nouă transformare, devenind instituție publică aflată în subordinea Ministerului Comunicațiilor și Tehnologiei Informației. Tot atunci, la atribuțiile Inspectoratului s-a adăugat și administrarea proiectelor de guvernare electronică, astfel încât Inspectoratul General al Comunicațiilor a devenit Inspectoratul General pentru Comunicații și Tehnologia Informației – IGCTI.
În noiembrie 2004, IGCTI a ieșit din subordinea Ministerului Comunicațiilor și Tehnologiei Informației, intrând în subordinea Guvernului României și primind dreptul de a modifica legislația secundară în domeniu.
Autoritatea Națională de Reglementare în Comunicații (ANRC) a fost înființată în anul 2002, în contextul pregătirii României pentru a adera la Uniunea Europeană, în scopul de a asigura concurența pe piața de comunicații electronice și servicii poștale a cărei liberalizare completă urma să se producă în curând, la 1 ianuarie 2003. ANRC și-a început activitatea în septembrie 2002, cu obiectivul de a promova concurența și de a proteja drepturile și interesele utilizatorilor de servicii și rețele de comunicații electronice și de servicii poștaleși a asigurării accesului la serviciul universal pentru toți cetățenii României.
În decembrie 2006, ANRC s-a transformat în Autoritatea Națională pentru Reglementare în Comunicații și Tehnologia Informației (ANRCTI), care prelua astfel atribuțiile de reglementare și supraveghere în domeniul tehologiei informației ,pentru o armonizare deplină a legislației naționale cu cea comunitară și pentru ca reglementarea domeniului tehnologiei informației să se realizeze în strânsă legătură cu cea a comunicațiilor electronice și a serviciilor poștale, ca domenii convergente.
În aprilie 2007, IGCTI și ANRCTI au fuzionat sub numele celei din urmă, pentru ca sectorul comunicațiilor și tehnologiei informației să fie reglementate unitar, de un singur organismcare să reunească expertiza și responsabilitățile legate de administrarea resurselor limitate de spectru și numerotație cu cele legate de promovarea concurenței și a drepturilor utilizatorilor.
În septembrie 2008, autorității rezultate din fuziunea celor două instituții i-au fost extinse competențele prin adăugarea funcției de administrare la nivel național a TLD (top level domain) .ro și a SLD (second level domain) .eu pentru numele de domenii rezervate României. Sub denumirea Autoritatea Națională pentru Comunicații (ANC), instituție publică cu personalitate juridică în subordinea Guvernului, autoritatea de reglementare a devenit unicul administrator al politicilor din domeniul comunicațiilor electronice, poștei și tehnologiei informației. În data de 19 martie 2009, Autoritatea a trecut sub controlul Parlamentului României, prin reorganizarea sa sub denumirea Autoritatea Națională pentru Administrare și Reglementare în Comunicații (ANCOM), autoritate publică autonomă.

## Activitate

### Protejarea utilizatorilor finali
Unul dintre obiectivele principale ale ANCOM îl constituie protejarea utilizatorilor de servicii de comunicații din România. Autoritatea face acest lucru, indirect, asigurând buna funcționare și concurența pe piața de comunicații, dar și direct, prin adoptarea unor decizii care contribuie la creșterea transparenței furnizării serviciilor de comunicații și asigurarea respectării acestora și prin implementarea mecanismelor Serviciului Universal.
Informarea, educarea și consilierea utilizatorilor finali este o preocupare constantă a Autorității. Utilizatorii pot afla ce drepturi au în raport cu furnizorii de servicii de comunicații din cadrul secțiunii ce le este dedicată pe pagina de internet a ANCOM * , InfoCentru pentru Consumatori* . Persoanele interesate să-și porteze numărul de telefon pot afla toate informațiile necesare despre acest proces accesând www.portabilitate.ro *. Tot aici poți verifica dacă un număr este portat și care este rețeaua în care se află acesta.

### Reglementare
ANCOM are în atribuțiile sale coordonarea activităților de reglementare economică și de reglementare tehnică, precum și corelarea acestor activități cu celelalte activități principale și de suport.

#### Comunicații electronice
Cea mai importantă activitate a ANCOM, în calitate de autoritate de reglementare în sectorul comunicațiilor electronice, o reprezintă promovarea concurenței pe piețele de comunicații electronice și protejarea drepturilor și intereselor utilizatorilor prin elaborarea legislației secundare în domeniu. Astfel, ANCOM elaborează și actualizează regimul autorizației generale, regim în condițiile căruia furnizorii de rețele și servicii de comunicații electronice dobândesc dreptul de a intra și activa pe piață; desemnează furnizorii de rețele și de servicii de comunicații electronice cu putere semnificativă pe piață și impune acestora obligații menite să se asigure că nu vor abuza de poziția lor privilegiată, pentru a preveni astfel afectarea concurenței prin abuzul de poziție dominantă; adoptă Planul național de numerotație și emite reglementări privind modul de utilizare a resurselor de numerotație; reglementează regimul interconectării între rețelele de comunicații electronice; asigură implementarea mecanismelor serviciului universal prin emiterea reglementărilor în domeniu. 

#### Servicii poștale
ANCOM are în atribuțiille sale și reglementarea activității de servicii poștale, o piață reglementată, în principal, de Ordonanța Guvernului nr.31/2002 privind serviciile poștale, aprobată cu modificări și completări, prin Legea nr.642/2002, cu modificările și completările ulterioare, și prin Decizia președintelui Autorității Naționale pentru Reglementare în Comunicații și Tehnologia Informației nr.2.858/2007 privind regimul de autorizare generală pentru furnizarea serviciilor poștale, cu modificările și completările ulterioare. Dispozițiile legale în vigoare atât în România cât și la nivel european împart serviciile poștale în doua categorii: servicii poștale incluse în sfera serviciului universal și servicii poștale neincluse în sfera serviciului universal.

### Managementul resurselor limitate
ANCOM administrează și gestionează unele resurse limitate ale statului român prin planificarea, alocarea, urmărirea și evaluarea utilizării acestora. Astfel, ANCOM îndeplinește următoarele funcții: de administrare a spectrului radio prin planificarea, atribuirea, alocarea benzilor de frecvențe, asignarea și monitorizarea frecvențelor radio din benzile de frecvențe cu utilizare neguvernamentală, precum și coordonarea la nivel național a gestionării frecvențelor radio în conformitate cu Tabelul național de atribuire a benzilor de frecvență (TNABF), și cu acordurile internaționale la care România este parte; de administrare și alocare a resurselor de numerotație și a resurselor tehnice asociate pentru rețele și servicii de comunicații electronice, inclusiv prin elaborarea Planului național de numerotație și a altor planuri în acest sens; de administrare și gestionare a altor resurse limitate în domeniul comunicațiilor electronice.

#### Managementul spectrului radio
Unul din obiectivele principale ale ANCOM îl constituie administrarea întregului spectru radio, pe teritoriul României, precum și în spațiul aerian și în apele teritoriale ale acesteia. În realizarea acestui obiectiv, ANCOM aplică politica și strategiile de administrare a spectrului radio pe termen lung elaborate de Ministerul Comunicațiilor și Societății Informaționale (MCSI). 
În anul 2012, ANCOM a organizat cea mai mare licitație de spectru radio din istoria României. În urma licitației, 5 operatori și-au adjudecat 485 de MHz în benzile de 800 MHz, 900 MHz, 1800 MHz și 2600 MHz, frecvențe radio destinate comunicațiilor mobile de voce și Internet de bandă largă. Cei 485 de MHz vânduți au adus statului român suma de 682.136.036 de euro, bani ce reprezintă taxele de licență pentru cei cinci operatori pentru o perioada de 15 ani. 

### Numerotație
ANCOM administrează și alocă resursele de numerotație și resursele tehnice asociate pentru rețele și servicii de comunicații electronice și elaborează Planul național de numerotație.

#### Resurse tehnice
ANCOM pune la dispoziție resurse tehnice adecvate pentru toți furnizorii de rețele publice de comunicații electronice sau furnizorii de servicii de comunicații electronice destinate publicului; asigură accesul nediscriminatoriu la resursele tehnice al tuturor furnizorilor de rețele publice de comunicații electronice sau furnizorilor de servicii de comunicații electronice destinate publicului și utilizează rațional și eficient resursele tehnice. Principalele categorii de resurse tehnice sunt: Coduri ale punctelor de semnalizare naționale (NSPC); Coduri ale punctelor de semnalizare internaționale (ISPC); Coduri de rețele mobile (MNC); Indicative de identificare a rețelei (IIR); Numere de rutare (RN).

### Control
Activitatea de monitorizare si control desfășurată de ANCOM are ca scop principal asigurarea aplicării și respectării în practică a prevederilor legislației și reglementărilor impuse de Autoritate pentru promovarea concurenței pe piețele de comunicații electronice și de servicii poștale, precum și pentru protejarea drepturilor și intereselor utilizatorilor. O componentă importantă a activității de control este monitorizarea spectrului de frecvențe radio cu utilizare neguvernamentală, care urmărește atât susținerea procesului de gestionare eficientă a spectrului, cât și respectarea obligațiilor cuprinse în licențele de utilizare a frecvențelor radio și în autorizațiile de asignare a frecvențelor sau în reglementările din domeniul comunicațiilor electronice care utilizează spectrul radio. Aceste activități se desfășoară în condiții de transparență, imparțialitate și obiectivitate și vizează persoanele fizice și juridice care intră sub incidența dispozițiilor legislației din domeniul comunicațiilor electronice și al serviciilor poștale. 

### Consultare
ANCOM consultă public orice proiect de decizie care urmează să aibă un impact semnificativ asupra pieței de comunicații electronice. Instituția își face cunoscute acțiunile viitoare prin intermediul Planului de acțiuni care este consultat cu industria în fiecare an. În urma consultărilor, ANCOM publică, până la sfârșitul lunii ianuarie a fiecărui an, planul de acțiuni pentru anul respectiv, plan care va conține, dacă este posibil, și titlurile proiectelor de decizie care urmează a fi propuse spre consultare pe tot parcursul anului respectiv. Obiectivele prevăzute în planul de acțiuni vor ține seama de strategia și politica în domeniu, precum și de recomandările provenite din partea industriei. Pe cât posibil, planul va avea un caracter flexibil și va fi actualizat în funcție de evoluțiile de pe piață. Autoritatea Națională  pentru  Administrare și Reglementare în  Comunicații respectă principiul consultării publice în procesul de elaborare a reglementărilor, toate deciziile președintelui ANCOM cu impact semnificativ asupra pieței fiind publicate spre consultare pe pagina de Internet a instituției, în conformitate cu prevederile din Ordonanța de Urgență a Guvernului nr.111/2011.

## Activitate internațională
ANCOM este o instituție de tip european, înființată ca urmare a transpunerii normelor europene în legislația românească, ceea ce îi permite să se armonizeze perfect cu funcționarea structurilor Uniunii Europene și să conlucreze eficient cu organismele din spațiul comunitar. De altfel, odată cu aderarea României la UE, Autoritatea a devenit un partener egal în dialogul cu structurile Uniunii, având dreptul și obligația ca, prin expertiza sa tehnică, să participe în mod nemijlocit la elaborarea normelor comunitare din domeniul comunicațiilor electronice și al serviciilor poștale. 
ANCOM este membru în:
- Grupul Reglementatorilor Europeni pentru Comunicații Electronice (BEREC) Arhivat în 5 iunie 2010, la Wayback Machine.
- Grupul Reglementatorilor Europeni pentru Servicii Poștale (ERGP)
- Grupul Reglementatorilor Independenți (IRG)  Arhivat în 6 octombrie 2012, la Wayback Machine.
- Institutul European pentru Standardizare în Telecomunicații (ETSI)  Arhivat în 29 iunie 2009, la Wayback Machine.
- Rețeaua Francofonă pentru Reglementare în Telecomunicații (FRATEL)

De asemenea, ANCOM are o prezență activă în cadrul unor structuri ale UE precum:
- Grupul pentru Politica de Spectru Radio  Arhivat în 30 noiembrie 2012, la Wayback Machine.
- Comitetul pentru Comunicații
- Comitetul pentru Spectrul Radio

De asemenea, ANCOM tratează cu deosebită atenție aspectul relațiilor internaționale care depășesc granițele Uniunii Europene, Autoritatea fiind implicată în activitățile unor organisme internaționale precum Uniunea Internațională a Telecomunicațiilor (UIT), Uniunea Poștală Universală (UPU) sau Conferința Europeană a Administrațiilor de Poștă și Telecomunicații (CEPT).

## Conducerea
Conducerea este asigurată de un Președinte și de 2 Vicepreședinți, numiți de către cele două Camere ale Parlamentului, reunite în ședință comună, cu votul majorității deputaților și senatorilor prezenți, pentru un mandat de 5 ani. Numirea Președintelui și a celor doi Vicepreședinți ai ANCOM, cu nominalizarea funcțiilor se face la propunerea comună a Comisiei pentru tehnologia Informației a Camerei Deputaților și Comisiei economice, industrii și servicii a Senatului. Funcțiile de Președinte și vicepreședinte ANCOM sunt funcții de demnitate publică asimilate funcției de ministru, respectiv secretar de stat.
Președinții ANCOM:
- Valeriu Ștefan Zgonea: 11 mai 2023 - prezent
- Vlad Stoica: 13 octombrie 2020 - 10 mai 2023
- Sorin Mihai Grindeanu: 7 noiembrie 2018 - 8 octombrie 2020
- Marius Cătălin Marinescu: 2 aprilie 2009 - 21 aprilie 2017[3][4]
- Liviu Nistoran: 21 august 2008 - 2 aprilie 2009[5]
- Dan Georgescu: 2006 - 19 august 2008[6][7]